# Бендерский троллейбус
Бенде́рский тролле́йбус — троллейбусная система в городе Бендеры. Действует с 1993 года. Пятая в Молдове и вторая в непризнанной ПМР. Единственная троллейбусная система, созданная на территории бывшей Молдавской ССР после Распада СССР. Во многом это стало возможным благодаря усилиям руководителя троллейбусного управления Константина Кучеренко.

## История
Первая очередь троллейбусной линии была сдана в эксплуатацию 19 июня 1993 года, она связала города Бендеры и Тирасполь (см. Троллейбусная линия Тирасполь — Бендеры).
Общая протяжённость по линии составила более 13 километров.
В 1994 году началось строительство троллейбусного депо, тогда же была запущена новая линия протяженностью в 9,7 км и связавшая центр города с микрорайоном «Солнечный», а 6 ноября 1998 года открывается новая троллейбусная ветка, соединившая центр города с заводом «Прибор» и позднее продлённая в микрорайон «Шелковый».
В 2000 году запущена очередная линия, соединившая центр города с микрорайоном «Ленинский». 17 декабря 2002 года состоялось торжественное открытие четвёртого внутригородского маршрута, связавшего центр города с больницей, БОЭРЗ и микрорайоном «Хомутяновка». 8 октября 2008 года достроили линию, соединившую микрорайон «Хомутяновка» с микрорайоном «Солнечный». Таким образом, в Бендерах появился кольцевой маршрут. В середине июня 2009 года «МинскТранс» безвозмездно передал Бендерскому троллейбусному парку 15 троллейбусов.
В настоящее время троллейбусный парк оснащен в основном машинами марки ЗиУ-682, которые были подарены администрациями российских, украинских и белорусских городов, также куплен новый троллейбус в Москве марки ЗиУ-682ГМ (2008). С 1 января 2012 года стоимость проезда по Указу Президента была увеличена до 1 рубля 90 коп. на внутригородских маршрутах и до 2 рублей 30 коп. на маршруте № 19.
В сентябре 2012 года Тирасполь передал 4 из 12 новых троллейбусов АКСМ-321 Бендерскому управлению.
В 2018 году открыт новый маршрут 5А на участке по улицам 50 лет ВЛКСМ, Крянгэ и Старого в микрорайоне Борисовка.
В планах — строительство троллейбусной линии, которая может связать Бендеры, Варницу и бендерский микрорайон Северный, а также участков по улицам Ленинградской, Мацнева (в микрорайоне Солнечный), Космонавтов и Дружбы (в микрорайоне Ленинский).
Бендерские троллейбусы за 2018 год прошли более 1,6 млн км, перевезли порядка 7 млн пассажиров (за 2019 — 9,6 млн.), каждого второго из них – бесплатно.
16 января 2020 года 3 новых троллейбуса марки «Авангард» прибыли в Бендеры из России.

## Маршруты
- 1 ул. Лазо — м-н «Солнечный»
- 1А ул. Лазо — м-н «Солнечный» (полукольцевой, против часовой, через ул.Ленинградская и ул.Мацнева)
- 2 ул. Лазо — м-н «Шёлковый»
- 3 ул. Лазо — м-н «Ленинский»
- 4 ул. Лазо — ул. Бендерского Восстания — ул. Лазо (кольцевой, по часовой)
- 5 ул. Лазо — ул. Бендерского Восстания — ул. Лазо (кольцевой, против часовой)
- 5А ул. Лазо — ул. Кишиневская — ул. 50 лет ВЛКСМ — ул. Крянгэ — ул. Бендерского Восстания — ул. Лазо (кольцевой, против часовой)
- 19 Бендеры, ул. Лазо — Тирасполь, ПГУ (через ул.25 лет Октября)
- 19А Бендеры, ул. Лазо — Тирасполь, ПГУ (через ул.Карла Либнехта)

## Подвижной состав
- ЗиУ-9 — 33 [12]
- ВМЗ-5298.01-50 «Авангард» — 5

## Галерея

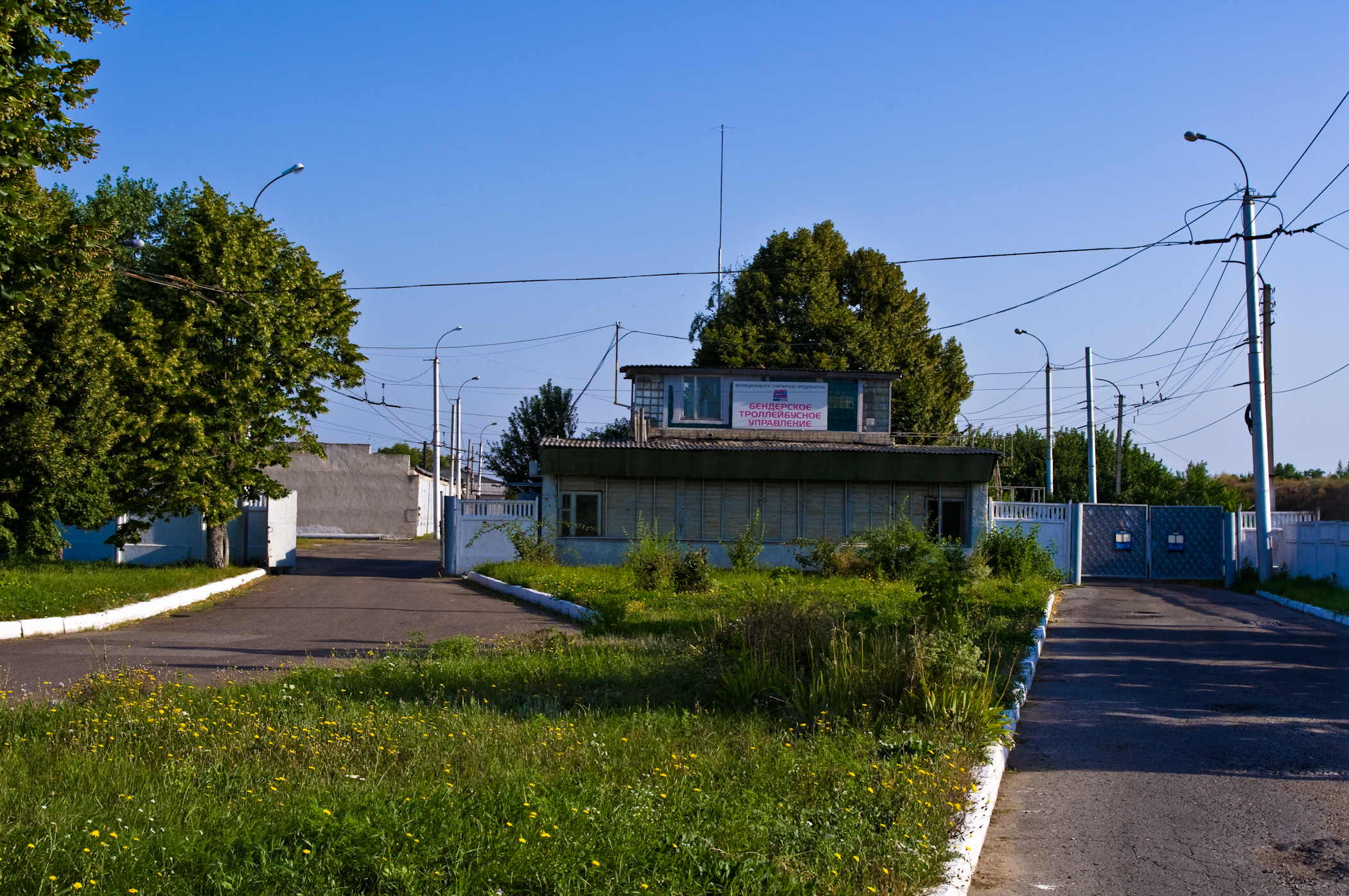
Троллейбусное депо.
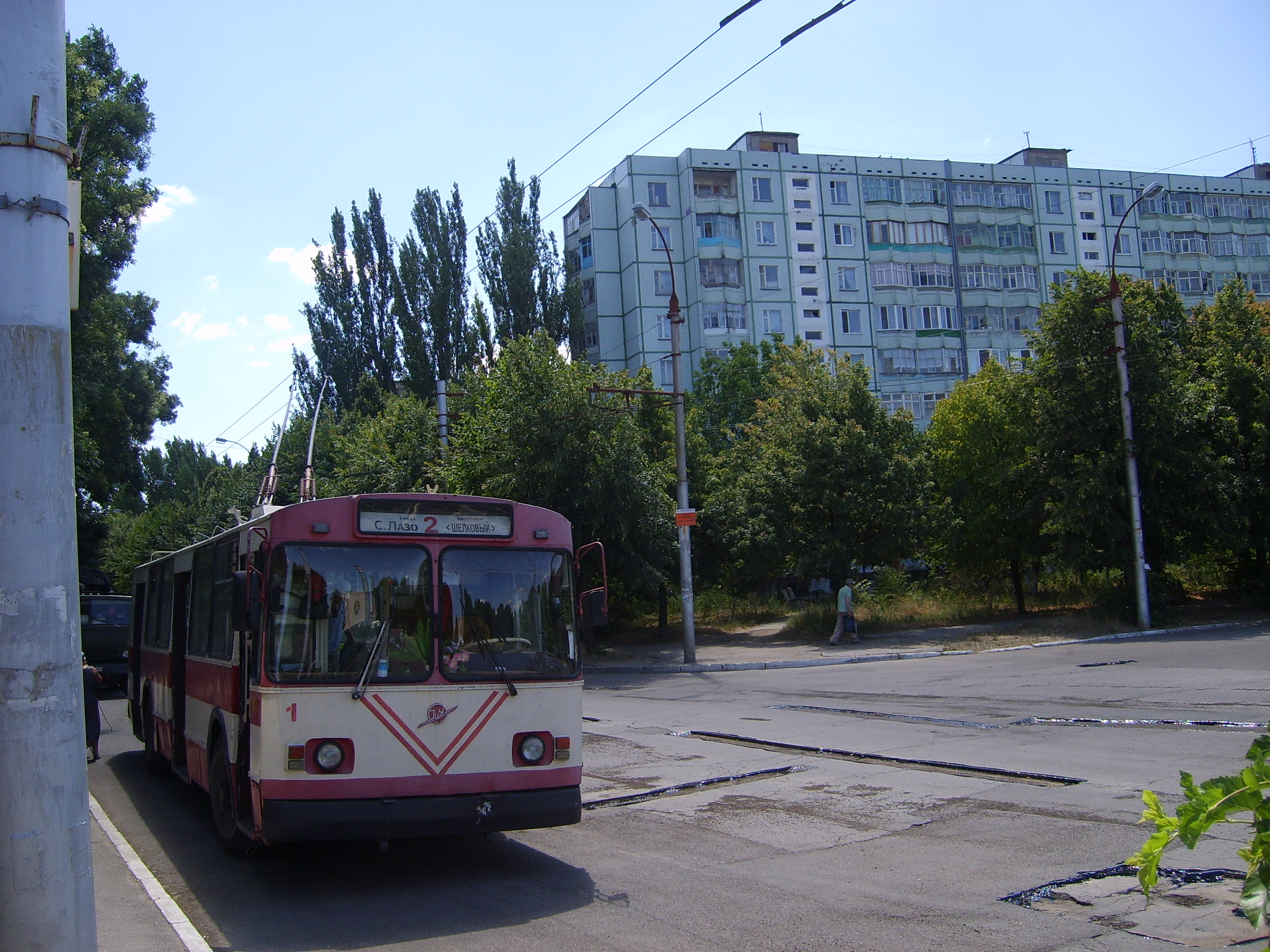
Троллейбус в микрорайоне Шелковый.
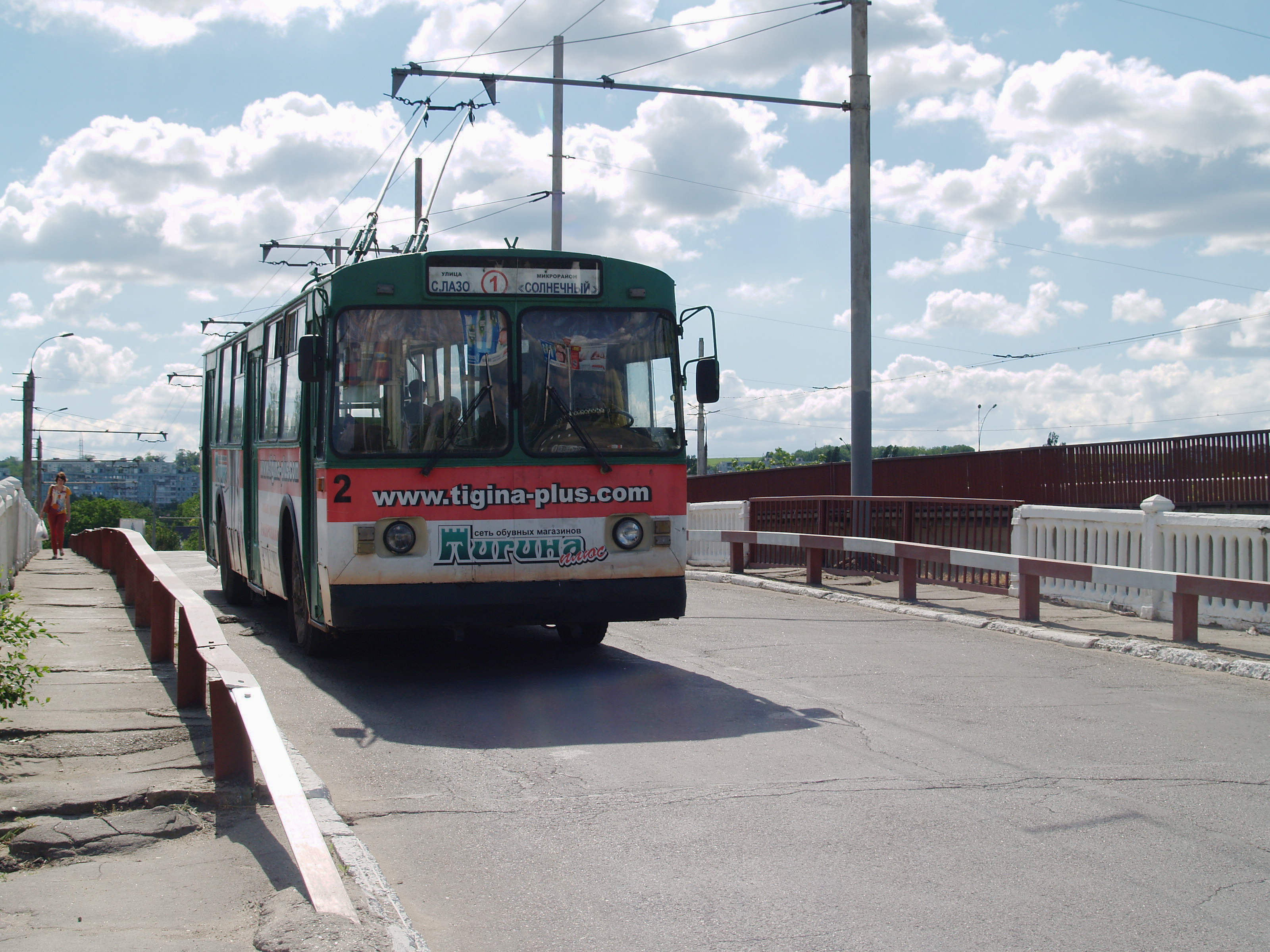
Троллейбус на мосту.
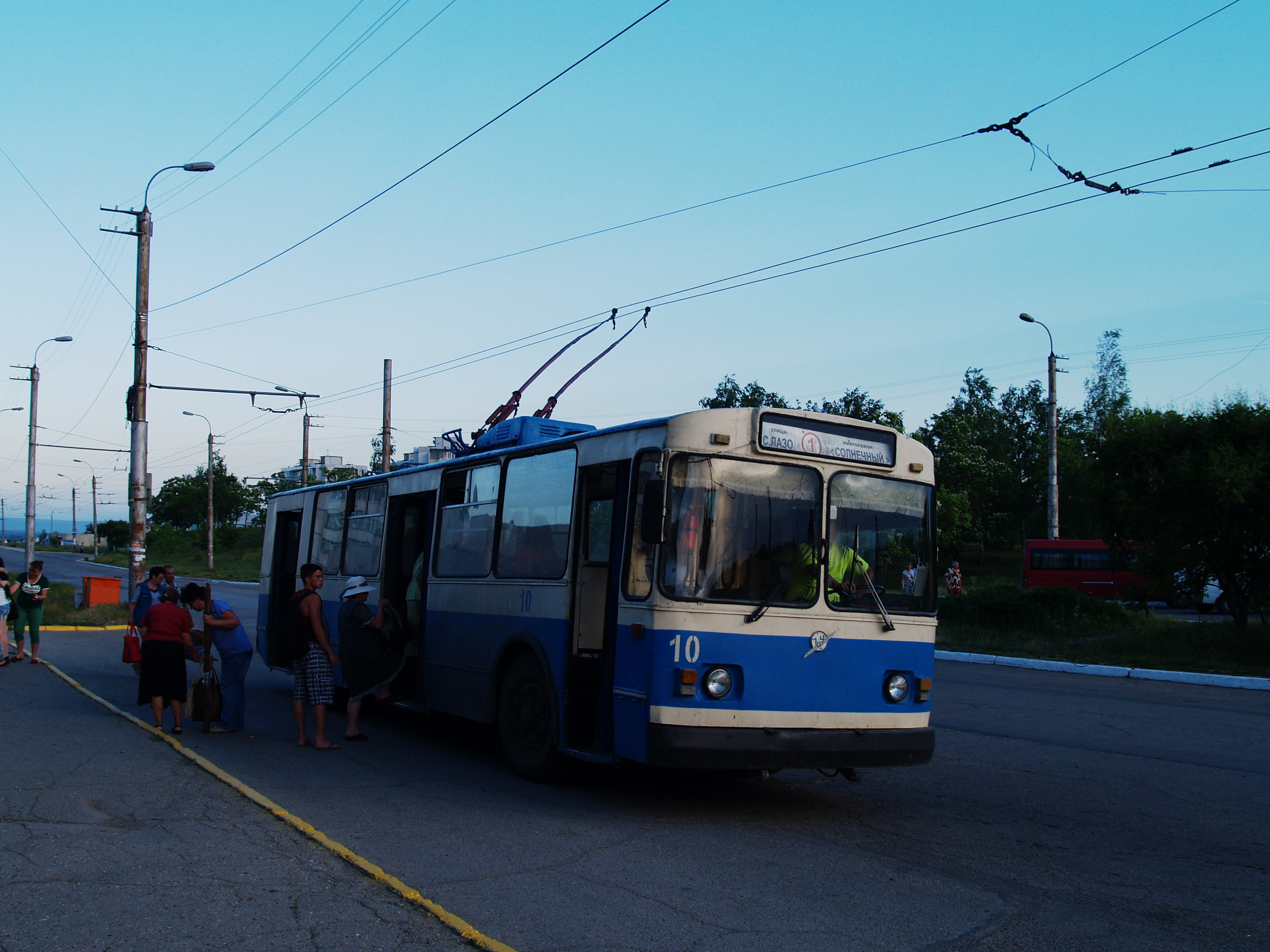
Троллейбус на остановке.
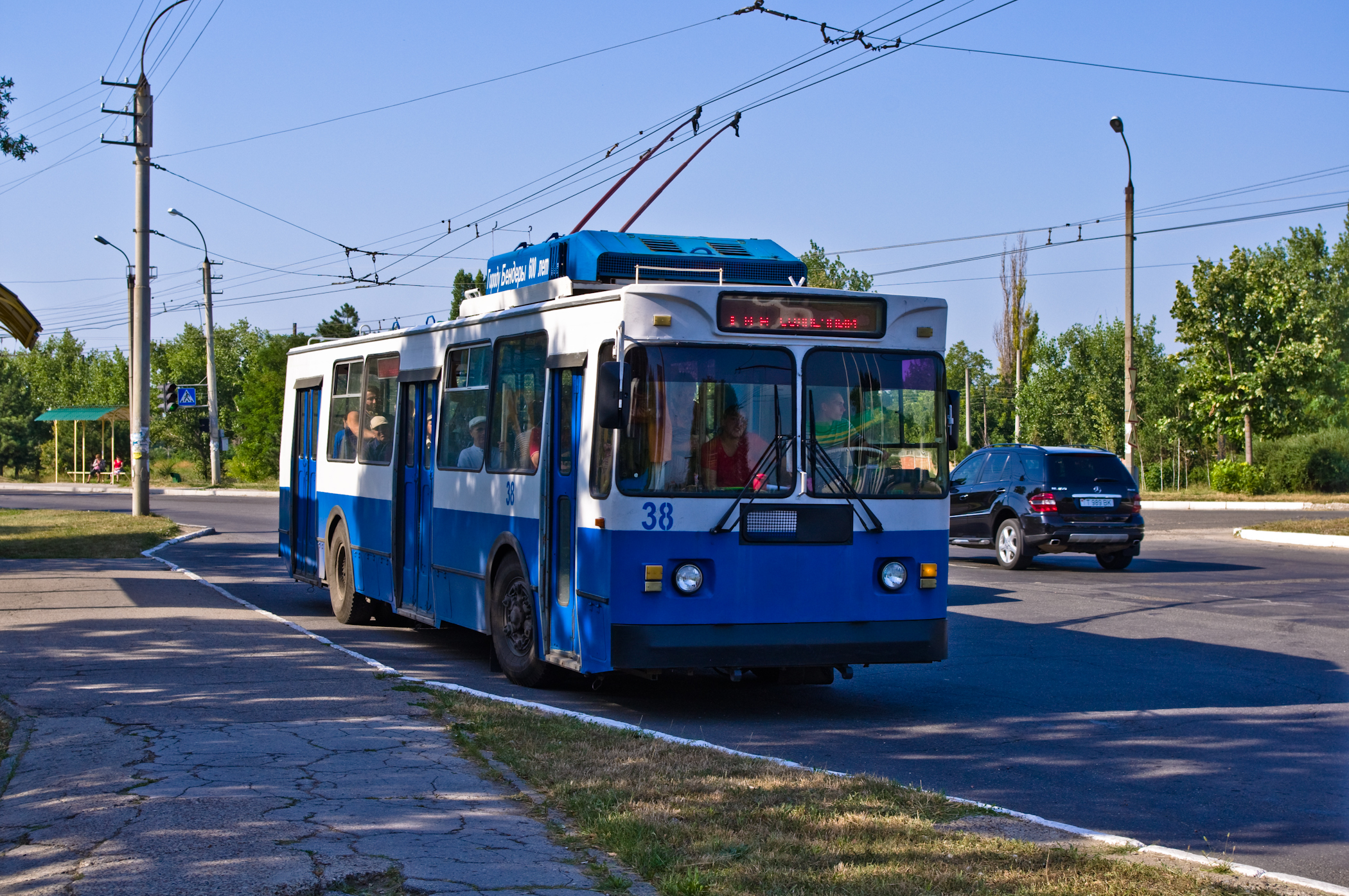
Троллейбус на ул. Лазо.
Бендерский проездной билет в троллейбусе, аверс.
Бендерский проездной билет в троллейбусе, реверс.